# حبيب بن مظاهر الأسدي
أَبُو ٱلْقَاسِمِ حَبِيْبُ بْنُ مُظَاهِرِ ٱلْفَقْعَسِيِّ ٱلْأَسَدِيِّ (14 ق.هـ / 608م - 61 هـ / 680م ). صحابي من أصحاب النبي محمد ، شهد مع علي بن أبي طالب جميع المشاهد التي حدثت إبّان خلافته. كان زعيم بني أسد وكان عمره يوم الطف خمسة وسبعون عامًا، وله ولد يسمى القاسم «قتل قاتل أبيه لاحقًا». كان يتردد على علي بن أبي طالب بعد كل حرب فيِّسأله عن موعد الشهادة خصوصًا بعد أن رأى أصحابه قد سقطوا شهداء الواحد تلو الآخر في المعارك المتتاليِّة فما كان جواب علي إلا أن يقول له: «أنَّ الشهادة ستنالها يا حبيب».

## نسبه
حبيب بن مظاهر بن رئاب بن الأشتر بن جحوان بن فقعس بن طريف بن عمرو بن قعين بن الحارث بن ثعلبة بن دودان بن أسد بن خزيمة بن مدركة بن إلياس بن مضر بن نزار بن معد بن عدنان.

## رسالة الحسين له
كتب الحسين كتاباً إلى حبيب قال فيه: «من الحسين بن علي إلى الرجل الفقيه حبيب بن مظاهر أما بعد ياحبيب فأنت تعلم قرابتنا من رسول الله وأنت اعرف بنا من غيرك وأنت ذو شيمة وغيرة فلا تبخل علينا بنفسك يجازيك جدي رسول الله يوم القيامة». ثم أرسله إليه وكان جالسًا مع زوجته وبين أيديهما طعام يأكلان إذ غصت زوجته من الطعام فقالت: الله أكبر يا حبيب الساعة يرد كتاب كريم من رجل كريم فبينما هي في الكلام وإذا بطارق يطرق الباب فخرج إليه حبيب وقال: من الطارق؟ قال: أنا رسول وقاصد الحسين إليك فقال حبيب: الله أكبر صدقت الحرة بما قالت ثم ناوله الكتاب ففضه وقرأه فسألته زوجته عن الخبر فأخبرها فبكت وقالت بالله عليك يا حبيب لا تقصر عن نصرة ابن بنت رسول الله فقال: أجل حتى أقتل بين يديه فتصبغ شيبتي من دم نحري.

## حبيب وعشيرته
وكان حبيب يريد أن يكتم أمره على عشيرته وبني عمه لئلا يعلم به أحد خوفاً من ابن زياد فبينما حبيب ينظر في أموره وحوائجه واللحوق بالحسين إذ أقبل بنو عمه إليه وقالوا: يا حبيب بلغنا أنك تريد أن تخرج لنصره الحسين ونحن لا نخليك ما لنا والدخول بين السلاطين فأخفى حبيب ذلك وأنكر عليهم فرجعوا عنه وسمعت زوجته فقالت: يا حبيب كأنك كاره للخروج لنصره الحسين فأراد أن يختبر حالها فقال: نعم فبكت وقالت: انسيت كلام جده في حقه وأخيه الحسن حيث يقول: ولداى هذان سيدا شباب الجنة وهما إمامان قاما أو قعدا وهذا رسول الحسين وكتابه أتى إليك ويستعين بك وأنت لم تجبه فقال حبيب: أخاف على أطفالي من اليتم وأخشى أن ترملي بعدي فقالت: ولنا التأسي بالهاشميات والأيتام من آل الرسول والله تعالى كفيلنا وهو حسبنا ونعم الوكيل فلما عرف حيبب منها حقيقة الأمر دعا لها وجزاها خيرًا وأخبرها بما هو في نفسه وأنه عازم على المسير والرواح فقالت لي إليك حاجة فقال وما هي؟ قالت بالله عليك يا حبيب إذا قدمت على الحسين قبل يديه نيابة عني واقرأة السلام عني فقال: حبًّا وكرامة.

## لحوقه بالحسين
قال المظفر: إن حبيباً أقبل على جواده وشده شداً وثيقاً وقال لعبده: خذ فرسي وامض به ولا يعلم بك أحد وانتظرني في المكان الفلاني فأخذه العبد ومضى به وبقي ينتظر قدوم سيده ثم إن حبيباً ودع زوجته وأولاده وخرج متخفياً كأنه ماض إلى ضيعة له خوفاً من أهل الكوفة فاستبطأه الغلام وأقبل على الفرس وكان قدامه علف يأكل منه فجعل الغلام يخاطبه ويقول له: يا جواد إن لم يأت صاحبك لأعلون ظهرك وأمضى بك إلى نصرة الحسين فإذا قد أقبل حبيب فسمع خطاب الغلام له فجعل يبكي ودموعه تجري على خده وقال بأبي وامي أنت يابن رسول الله... العبيد يتمنون نصرتك فيكف بالأحرار؟ ثم قال لعبده ياغلام أنت حر لوجه الله فبكى الغلام وقال: سيدي والله لا أتركك حتى أمضى معك وأنصر الحسين ابن بنت رسول الله  واقتل بين يديه فجزاه عن الله خيرًا وحين كان الحسين نازلًا في طريقه وقد عقد إثنتي عشرة راية وقد قسم راياته بين أصحابه وبقيت راية. فقال بعض أصحابه: مُنَّ علي بحملها فقال الحسين: يأتي إليها صاحبها. وقالوا له: يا بن رسول الله دعنا نرتحل من هذه الأرض فقال لهم: صبرًا حتى يأتي من يحمل الراية فبينما الحسين وأصحابه في الكلام فإذا هم بغبرة ثائرة من طرف الكوفة قد أقبل حبيب معه غلام فاستقبله الحسين وأصحابه فلما صار حبيب قريبًا من الإمام ترجل عن جواده وجعل يقبل الأرض بين يديه وهو يبكي فسلم على الإمام وأصحابه فردوا فسمعت زينب بنت أمير المؤمنين فقالت: من هذا الرجل الذي قد أقبل؟ فقيل لها: حبيب بن مظاهر فقالت: اقرأوه عني السلام فلما بلغوه سلامها لطم حبيب على وجهه وحثا التراب على رأسه وقال: من أنا ومن أكون حتى تسلم عليَّ بنت أمير المؤمنين. وعن أهل السير قال: أن حبيبًا كان ممن كاتب الحسين قالوا لما ورد مسلم بن عقيل إلى الكوفة ونزل دار المختار وأخذ الموالون يختلفون إليه قام فيهم جماعة من الخطباء تقدمهم عابس الشاكري وثناه حبيب فقال وقال لعابس بعد خطبته: رحمك الله لقد قضيت ما في نفسك بواجز من القول وأنا والله الذي لا اله إلا هو لعلى مثل ما أنت عليه قالوا وجعل حبيب ومسلم يأخذان البيعة للحسين في الكوفة حتى إذا دخل عبيد الله بن زياد «لعنه الله» الكوفة وخذل أهلها عن مسلم وفر أنصاره حبسهما عشائرهما وأخفياهما فلما ورد الحسين كربلاء خرجا إليه مختفين يسيران الليل ويكمنان النهار حتى وصلا إليه.

## دوره في معركة الطف
حين وصل حبيب بن مظاهر إلى الحسين ورأى قلة أنصاره وكثرة محاربيه قال للحسين: أن ههنا حيًّا من بني أسد فلو أذنت لي لسرت إليهم ودعوتهم إلى نصرتك لعل الله يهديهم ويدفع بهم عنك! فأذن له الحسين فسار إليهم حتى وأفاهم فجلس في ناديهم ووعظهم. وقال في كلامه: يا بني أسد قد جئتكم بخير ما أتى به أحد قومه هذا الحسين بن علي أمير المؤمنين وابن فاطمة بنت رسول الله  قد نزل بين ظهرانيكم في عصابة من المؤمنين وقد اطافت به أعداؤه ليقاتلوه فأتيتكم لتمنعوه وتحفظوا حرمة رسول الله فيه فوا الله لان نصرتموه ليعطينكم الله شرف الدنيا والآخرة وقد خصصتكم بهذه المكرمة لأنكم قومي وبنو أبي واقرب الناس مني رحما فقام عبد الله بن بشير الأسدي وقال: شكر الله سعيك يا أبا القاسم فوا الله لقد جئتنا بمكرمة يستأثر بها المرء الأحب فالأحب أما أنا فأول من أجاب وأجاب جماعة بنحو جوابه فنهدوا مع حبيب وانسل منهم رجل فاخبر ابن سعد فأرسل الأزرق في خمسمائة فارس فعارضهم ليلا ومانعهم فلم يمتنعوا فقاتلهم فلما علموا أن لا طاقة لهم بهم تراجعوا في ظلام الليل وتحملوا عن منازلهم وعاد حبيب إلى الحسين فأخبره بما كان فقال: ﴿وَمَا تَشَاءُونَ إِلَّا أَنْ يَشَاءَ اللَّهُ إِنَّ اللَّهَ كَانَ عَلِيمًا حَكِيمًا ۝٣٠﴾ [الإنسان:30].

## استنتاج
مفاده أن حبيب بن مظاهر التحق بالإمام الحسين في اليوم الخامس من المحرم ويتضح هذا جليًّا في قول الخوارزمي: «والتأمت العساكر عند عمر لستة أيام مضين من محرم فلما رأى ذلك حبيب بن مظاهر الأسدي جاء إلى الحسين فقال له: يابن رسول الله أن ههنا حياً من بني أسد قريبًا منا..» ولما جاء قرة بن قيس الحنظلي إلى الإمام رسولًا من ابن سعد وأبلغه رسالة عمر ثم أجابه الإمام الحسين قال له حبيب: ويحك يا قرة بن قيس انى ترجع إلى القوم الظالمين!؟ انصر هذا الرجل الذي بآبائه أيدك الله بالكرامة وإيانا معك! فقال له قرة.. أرجع إلى صاحبي بجواب رسالته وأرى رأيي وكلم حبيب القوم عصر يوم تاسوعاء قائلًا: «أما والله لبئس القوم عند الله غداً قوم يقدمون عليه قد قتلوا ذرية نبيه  وعترته وأهل بيته  وعباد أهل هذا المصر المتهجدين بالأسحار والذاكرين الله كثيرًا!» ولما رد شمر بن ذي الجوشن على إحدى مواعظ الإمام قائلاً: «يعبد الله على حرف ان كان يدري ما تقول! فقال له حبيب بن مظاهر: والله أني لا أراك تعبد الله على سبعين حرفاً وأنا أشهد أنك صادق ما تدري ما يقول! قد طبع الله على قلبك!». وذكر الطبري وغيره أن حبيبًا كان على ميسرة الحسين وزهيراً على الميمنة وأنه حفيف الإجابة لدعوة المبارز قالوا: «ولما صرع مسلم بن عوسجة مشى إليه الحسين ومعه حبيب فقال حبيب: عز علي مصرعك يا مسلم أبشر بالجنة! فقال له مسلم قولًا ضعيفًا: بشّرك الله بالجنة! فقال حبيب: لولا أنني أعلم أني في أثرك لا حق بك من ساعتي هذه لأحببت أن توصي إلي حتى احفظك في كل بما لنت له من الدين والقرابة. فقال له: أوصيك بهذا رحمك الله واومأ بيديه إلى الحسين ان تموت دونه! فقال حبيب: افعل ورب الكعبة».

## استشهاده
ذكر الطبري: قالوا عندما طلب الإمام الحسين من أصحابه أن يسألوا جيش الحزب الأموي يكفوا عنهم لأداء الصلاة فقال الحصين بن تميم: إنها لا تقبل فقال له حبيب بن مظاهر: لا تقبل زعمت! الصلاة من آل رسول الله  لا تقبل وتقبل منك يا خمّار قال: فحمل عليهم حصين بن تميم وخرج إليه حبيب بن مظاهر فضرب وجه فرسه بالسيف فشب ووقع عنه وحمله أصحابه فاستنقذوه وأخذ حبيب يقول: اقسم لو كنا لكم إعدادا أو شطركم وليتم اكتادا ياشر قوم حسبا وآدا قال: وجعل يقول يؤمئذ:
أنا حبيبٌ وأبي مظاهرُ فارسُ هيجاءٍ وحربٍ تُسعرُ 
 أنتم أعدُّ عُدّةً وأكثرُ ونحن أوفى منكم وأصبرُ 

ونحن أعلى حُجّةً وأظهرُ حقاً وأتقى منكم وأعذرُ
وقاتل قتالًا شديدًا فحمل عليه رجل من بني تميم فضربه بالسيف على رأسه فقتله وكان يقال له: بديل من بني عقفان وحمل عليه آخر من بني تميم فطعنه فوقع فذهب ليقوم فضربه الحصين بن تميم على رأسه بالسيف فوقع ونزل إليه التميمي فاحتز رأسه فقال له الحصين: أني لشريكك في قتله فقال الآخر: والله ما قتله غيري فقال الحصين اعطنيه اعلقه في عنق فرسي كيما يرى الناس ويعلموا أني شركت في قتله ثم خذه أنت بعد فامض به إلى عبيد الله بن زياد فلا حاجة لي فيما تعطاه على قتلك إياه قال: فأبى عليه: فأصلح قومه فيما بينهما على هذا فدفع إليه رأس حبيب بن مظاهر فجال به في العسكر قد علقه في عنق فرسه ثم دفعه بعد ذلك إليه.
فهد مقتله الحسين، فقال: عند الله أحتسب نفسي وحماة أصحابي. وفي رواية قال: لله دَرُّكَ يا حبيب، لقد كنتَ فاضلاً تختم القرآن في ليلة واحدة.

## رأسه في الكوفة
فلما رجعوا إلى الكوفة أخذ الآخر رأس حبيب فعلقه في عنان فرسه ثم أقبل به إلى ابن زياد في القصر فبصر به القاسم بن حبيب وهو يومئذ قد راهق فأقبل مع الفارس لا يفارقه كلما دخل القصر دخل معه وإذا خرج خرج معه فارتاب به فقال: مالك يا بني تتبعني! قال: لا شيء، قال بلى، يا بني أخبرني، قال له: أن هذا الرأس الذي معك رأس أبي أفتعطينيه حتى أدفنه؟ قال: يابني لا يرضى الأمير أن يدفن وأنا أريد ان يثيبني الأمير على قتله ثوابًا حسنًا قال له الغلام: لكن الله لا يثيبك على ذلك إلا أسوأ العذاب أما والله لقد قتلت خيراً منك وبكى فمكث الغلام حتى إذا أدرك لم يكن له همة إلا اتباع أثر قاتل أبيه ليجد منه غرة فيقتله بأبيه فلما كان زمان مصعب بن الزبير.

## مصير قاتله
وغزا مصعب «باجميرا» دخل عسكر مصعب فإذا قاتل أبيه في فسطاطه فأقبل يختلف في طلبه والتماس غرته فدخل عليه وهو قائل نصف النهار فضربه بسيفه حتى برد.
قال أبو مخنف الغامدي: حدثني محمد بن قيس قال: لما قتل حبيب بن مظاهر هدَّ ذلك حسيناً وقال عند ذلك: احتسب نفسي وحماة أصحابي.
وبحقه قال الشيخ محمد السماوي هذه الأبيات:
أن يهدَّ الحسين قتل حبيب فلقد هد قتله كل ركن
بطل قد لقى جبال الأعادى من حديد فردها كالعهن
لايبالي بالجمع حيث توخى فهو ينصب كانصباب المزن
أخذ الثار قبل أن يقتلوه سلفاً من منية دون من
قتلوا منه للحسين حبيباً جامعاً في فعاله كل حسن

## قبره
جاء في الإرشاد ما نصه «ولما رحل ابن سعد خرج قوم من بني أسد كانوا نزولًا بالغاضرية إلى الحسين وأصحابه فصلوا عليهم ودفنوا الحسين حيث قبره الآن ودفنوا ابنه علي بن الحسين الأصغر عند رجله وحفروا للشهداء من أهل بيته وأصحابه الذين صرعوا حوله مما يلي رجلي الحسين وجمعوهم فدفنوهم جميعًا معاً ودفنوا العباس بن علي في موضعه الذي قتل فيه على طريق الغاضرية حيث قبره الآن»، وروى رواية أخرى في «صفحة 361» بعد أن سمى شهداء بني هاشم قال فهؤلاء سبعة عشر نفساً .. وهم «شهداء بني هاشم» وهم كلهم مدفونون مما يلي رجلي الحسين في مشهده، حفر لهم حفيرة وألقوا فيها جميعاً وسوي عليهم التراب إلا العباس بن علي فإنه دفن في موضع مقتله على المسناة بطريق الغاضرية وقبره ظاهر، وليس لقبور اخوته وأهله الذين سميناهم أثر وإنما يزورهم الزائر من عند قبر الحسين ويومئ إلى الأرض التي نحو رجليه بالسلام وعلى علي بن الحسين في جملتهم ويقال أنه اقربهم دفناً إلى الحسين «فأما أصحاب الحسين الذين قتلوا معه فإنهم دفنوا حوله، ولسنا نحصل بهم وأرضاهم وأسكنهم جنات النعيم». جاء في الكبريت الأحمر: أن الإمام زين العابدين لما انتهى من مواراة الجسد الطاهر للإمام الحسين عطف على جثث الأنصار وحفر حفيرة واحدة وواراهم فيها، إلا حبيب بن مظاهر حيث أبى بعض بني عمه ذلك ودفن ناحية عن الشهداء وقد علق الشيخ محمد باقر القائني البيرجندي على هذه الرواية فقال: ولا يمكن الثقة بكل الرواية لكثرة اختلاف الرواة في كل باب وإن كثر عددها فانظروا إلى أخبار المواليد والوفيات والسير والمعجزات والمقاتلين والمقاتلات ولكن في التفصيل الذي ذكره السيد نعمة الله الجزائري في كتابه مدينة العلم دفن الشهداء والسيد الجزائري من تلامذة العلامة المجلسي والرواية نقلها في إكسير العبادة عن بعض الثقاة عن الكتاب المذكور هذا وإن كانت مباني السيد الجليل المتبحر على التسامح ونقل الأخبار الضعيفة كما يشهد بذلك سائر كتبه من الأنوار النعمانية ومسكن الفؤاد والمقامات وغيرها ولكن لا أرى بأساً بروايتها ونقلها حيث أنها لا منافاة بينها وبين المطالب الأخرى والروايات المعتبرة.

## تأكيد وتفصيل
ومما يؤكد ما ذهب إليه صاحب الكبريت الأحمر ما ورد في كامل الزيارات لابن قولوية القمي حيث ذكر قبر الإمام الحسين وقبر علي بن الحسين ثم قبور الشهداء ولم يذكر قبور أخرى أما الشيخ محمد مهدي شمس الدين قال «يقال أن بني أسد دفنوا حبيب بن مظاهر الأسدي في قبر وحده عند رأس الحسين حيث قبره الآن لأنه أسدي وأن بني تميم حملوا الحر بن يزيد الرياحي على نحو ميل من الحسين ودفنوه هناك حيث قبره الآن اعتناءً به أيضاً ولم يذكر ذلك المفيد». جاء في المزارات يستحب زيارة شهداء الحسين الذين في الحائر معه وما خرج كالعابس وحبيب والحر، وللشيخ المظفر رأي يؤيد فيه صحة موقع القبر للصحابي حبيب بن مظاهر مستنداً بذلك إلى إحدى الروايات عن الكبريت الأحمر.